# Valy (Bílé Karpaty)
Valy jsou strmá hora poblíž Bojkovic mezi vesnicemi Komňa a Záhorovice, resp. Nezdenice. Geomorfologicky je součástí eruptivního pásma. Její příkré svahy z ní v dávné minulosti činily důležitý strategický bod. Na vrcholu lze snadno rozeznat zbytky valů od nichž se odvozuje název kopce. Význam místa dokumentují nálezy stříbrných a měděných mincí z doby císaře Trajána. Opevněné hradisko střežilo druhou stezku z Uher na Moravu. Zmínky o něm nalézáme v mnoha místních pověstech; např. zde měl původně být postaven Nový Světlov.
Jako v celém eruptivním pásmu i zde lze pozorovat výskyt andezitu, ale i vzácných krystalů ametystu, amfibolu, augitu, barytu, grafitu, křemene, křišťálu, olivínu, opálu, pyritu a mnoha dalších. Ve 20. století se nedaleko vrcholu lámal kámen. Jeden ze zatopených kamenolomů je dnes znám turistům pod názvem Modrá voda.